# 莱萨雄斯
莱萨雄斯（法語：Les Assions）是法国阿尔代什省的一个市镇，属于拉让蒂耶尔区。该市镇2009年时的人口为740人。

## 人口
莱萨雄斯人口变化图示
| 数据来源：INSEE |